# Sinogeotrupes jendeki
Sinogeotrupes jendeki es una especie de coleóptero de la familia Geotrupidae.

## Distribución geográfica
Habita en Guizhou (China).